# 종간 전염
종간 전염(Cross-species transmission; CST)는 어떤 종에 감염되어있던 바이러스가 다른 종의 숙주를 감염시켜 새로운 숙주 개체군에 퍼지게 되는 현상을 말한다. 바이러스와 숙주 사이의 접촉, 증폭 및 발병으로 이어지는 개인의 감염, 변종의 축적을 통해 종간 전염이 발생한다. 새로운 바이러스 및 질병이 형성될 때 자주 관측되며, 대표적인 예시로 코로나바이러스감염증-19, 중증급성호흡기증후군, 에볼라 출혈열, 돼지열병, 광견병, 조류 인플루엔자가 있다.
바이러스는 잦은 돌연변이를 통해 면역계를 극복하나, 구체적으로 이것이 종간 전염을 어떻게 촉진하는지는 아직 밝혀지지 않았다. 대부분 종간 접촉이 흔한 경우에 발생하지만, 종간 접촉이 드물때도 중간 매개종을 통해 발생하기도 한다. 대표적인 예시로 박쥐에게 물리거나 박쥐의 타액 및 배설물이 인간의 코에 있는 점액질이나 입, 눈에 닿으면 광견병이 전염될 수 있다.
종간 면역계의 유사성, 지리적 거리, 종의 행동, 계통학적 연관도가 종간 전염을 촉진하는 것으로 보인다. 즉 바이러스의 출현은 초기 감염과 꾸준한 전염을 통해 이루어진다.

## 예측과 예방
종간 전염의 발생을 예측하고 예방하기 위한 연구가 진행되고 있으나, 아직 어떤 인자가 사람에게 종간 전염을 발생시키는지는 완전히 파악되지 않고 있다. 따라서 종간 전염의 예측을 위해 여러 가지 통계 모형이 사용되고 있다. 일부는 위험도 분석(risk-analysis) 모형을, 일부는 SRDT(single rate dated tip) 모형을,  일부는 계통학적 확산 모형을 사용한다. 병원체의 유전체를 연구함으로써 병원체의 기원을 알 수 있고, 유전자 다양성과 돌연변이 빈도를 관찰함으로써 향후 전염양상까지 어느 정도 예측할 수 있다. 그래서 유전체의 염기서열분석이 매우 중요한 것이다. 또 유전체의 구조 변화 역시 종간 전염의 원인이 될 수 있다. 종간 유전적 거리, 지리적 분포 등의 요소 역시 종간 전염을 예측하는데 도움을 준다.
위험성 평가 분석을 위해 위험도 분석 모형에서는 질병의 전염 단계를 여러개로 나누어 분석한다. 가상의 전염 연쇄과정에 대해 실험실이나 현장에서 취득한 자료를 가지고 변이 정도와 오차율을 추정하기도 한다.

모형마다 각자에 맞는 방식으로 질병 전염단계를 분석한다. 예를 들어 박쥐 바이러스가 포유류에게 전염되는 경로 연구는 다음과 같은 흐름으로 진행된다.
유전체 서열 분석 → 미가공 리드(read) 분리 → 숙주 및 기타 진핵생물의 리드 제거 → 남아있는 절편으로부터 새로운 리드 합성 → 바이러스 콘티그 라벨링 → 특정 바이러스의 분자 검출 → 계통학적 분석 → 자료 해석
종간 전염을 발견하고 그 발병률을 추정하는 연구가 어렵게 진행되고 있다. 이런 어려움을 극복하고자 종간 전염 및 해당 병원체에 대한 계산적 연구방식도 도입되었다. 분자생물학 기술의 폭발적인 발달로 인해 병원체 유전체를 분석하여 역학적 인자들을 추정할 방안이 마련되었다. 생물학적 방법과 계산적 방법을 혼용하기도 하는데, 대표적으로 세포 분석법과 계통학의 대조를 통해 TRIM5 유전자의 단백질인 TRIM5α의 기능을 알아냄으로써, 레트로바이러스의 종간 전염을 억제할 방법을 찾아내기도 하였다.

## 같이 보기
- 인수공통감염병